# Département de Rawson (San Juan)
Pour les articles homonymes, voir Département de Rawson.
Le département de Rawson est une des 19 subdivisions de la province de San Juan, en Argentine. Son chef-lieu est la ville de Villa Krause.
Le département a une superficie de 300 km2. Sa population s'élevait à 107 740 habitants au recensement de 2001.

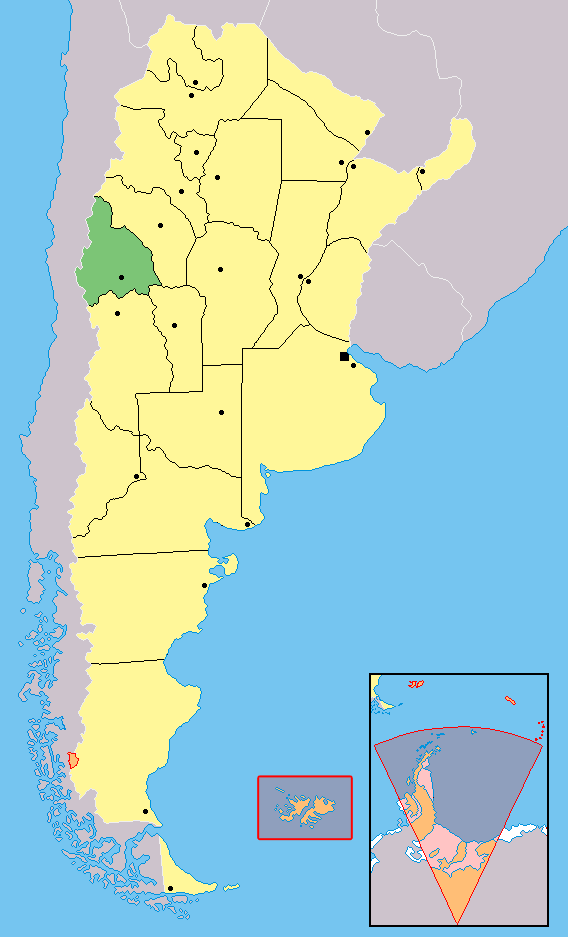
Localisation de la province de San Juan en Argentine